# Balthasar von Ahlefeldt (1684–1752)
Balthasar von Ahlefeldt (* 25. Juli 1684 in Lindau bei Gettorf; † 15. März 1752 in Kiel) war Herr der Adligen Güter Lindau und Neudorf sowie Generalleutnant und Kommandant von Glückstadt.

## Leben
Balthasar von Ahlefeldt war der Sohn von Georg von Ahlefeldt (1651–1700) und der Adelheit Benedikte von Ahlefeldt, geb. von Buchwaldt. 1705 studierte er in Angers und 1706 wurde er Leutnant und stand im braunschweig-lüneburgischen Dienst. 1708 war er Leutnant der Leibdragoner in Brabant und stand im holstein-gottorfischen Dienst. Er nahm an den Belagerungen von Lille, 1709 von Mons, 1710 von Aire, Béthune und Douey teil.
1711 wurde er zum Oberstleutnant ernannt und heiratete am 2. Dezember desselben Jahres in Hamburg seine erste Frau Catharine Hedwig geb. Rantzau, Tochter des Cai von Rantzau (1652–1700) auf Gut Emkendorf und der Magdalene Hedwig von Rantzau (* 1679), die 1713 bei der Geburt ihres ersten Kindes verstarb. Bereits 1714 heiratete er als zweite Frau Sophie Hedwig, geb. von Wohnsfleth, Tochter des Amtmanns und Landrates Sievert von Wohnsfleth und dessen Ehefrau Sophie Ernestine geb. Baudissin, die 1728 verstarb. Aus dieser Ehe stammten zehn Kinder
Ab 1718 war er Oberforstmeister und Hofmarschall beim Herzog Christian August von Schleswig-Holstein-Gottorf. Nach dessen Tod stand er als Geheimrat im Dienst des Herzogs Karl Friedrich von Schleswig-Holstein-Gottorf.
1730 heiratete er seine dritte Frau Ida Emerentia von Ahlefeldt (1681–1741), Tochter des Wilhelm von Ahlefeldt auf Haselau und Kaden und Witwe von Detlev von Rumohr.
1732 schied er aus dem Dienst beim Herzog Karl Friedrich aus. 1734 war er als Oberst des 5. Jütischen Reiterregiments in Dienst des Kaisers und nahm bei den Kämpfen am Rhein teil. 1735 meldete er Konkurs an und verkaufte das Gut Lindau an seinen Vetter Wulf von Ahlefeldt, Herr des Gutes Königsförde. Ab 1742 war er Generalmajor, 1750 Kommandant von Glückstadt und 1751 Generalleutnant. Balthasar von Ahlefeldt verstarb völlig verarmt am 15. März 1752 im „Noerer Hof“ in Kiel. In seinem Nachlass befanden sich fast nur geliehene Sachen und eine Auktion über seinen Nachlass erbrachte weniger als 700 Reichstaler für die Gläubiger, die nur rund 18 Prozent ihrer Forderungen ausgezahlt bekamen. Sein Nachlassverwalter machte nach der Abwicklung des Nachlasses folgende Bemerkung: „es ist wohl lange her, daß ein Generalleutnant in so ärmlichen Umständen gestorben ist“.
Von Ahlefeldt wurde bei seinen Frauen in der Lindauer Gruft an der Gettorfer Kirche St. Jürgen beigesetzt. Die Orgel dieser Kirche hatte er nach dem Tod seiner zweiten Frau 1728 erneuern lassen.

## Nachkommen
Aus der ersten Ehe mit Catharine Hedwig von Rantzau hatte Ahlefeld eine Tochter:
- Adelheid Dorothea v. Ahlefeldt, * 20.4.1713 in Hamburg, † 16.4.1737 ⚭ Hamburg 10.11.1733 Christian August Freiherr von Schlitz gen. v. Goertz, kurkölnischer Kammerherr, * 6.7.1708, † 21.11.1775.

Aus der zweiten Ehe stammten zehn Kinder:
- Margarethe Henriette v. Ahlefeldt, * 6.6.1715 auf Lindau, † 12.6.1715 ebd.
- Catharina Hedwig v. Ahlefeldt, * 26.10.1716 auf Lindau, ⚭ 14.6.1734 Schack von Brockdorff auf Aschau, Asserstrup und Grimstedt
- Sophie Ernestine v. Ahlefeldt, * 11.2.1718 in Kiel, † 14.2.1718 ebd.
- Georgine v. Ahlefeldt, * 11.5.1719 auf Lindau, † 25.6.1783 in Kiel ⚭ 1735 mit Achaz Ludwig von Hahn, herzoglich mecklenburgisch-güstrowischer Landrat, auf Diekhof, Drölitz, Repschendorf, Striesenow und Leisow, * 17.3.1700 auf Seeburg, † 1763.
- Jürgen Hinrich v. Ahlefeldt, * 21.7.1720 auf Lindau, † 24.3.1806 in Schönberg, Soldat, war 1744–1750 Gesandtschaftsattach‚ in London, erhielt 1766 als Kapitän seinen Abschied, lebte zuletzt krank im Hause des Organisten in Schönberg.
- Siegfried Ernst v. Ahlefeldt, * 13.11.1721 auf Lindau, † 7.2.1792 in Ratzeburg, auf Steinhausen, Hageböck und Eichhorst in Mecklenburg, ⚭ Rostock 4.2.1757 Sophie Charlotte v. Bassewitz, * 11.12.1740, † 16.3.1775 in Ratzeburg.
- Hans Adolf v. Ahlefeldt, * 12.10.1722 auf Lindau, † 23.1.1807 in Odense, ⚭ Taasinge 29.9.1770 Vibeke Margarethe Juel, * 29.8.1734, † 5.4.1793 Odense.
- Sophia Ernestina v. Ahlefeldt, * 8.11.1723 auf Lindau, † 6.10.1779 Itzehoe.
- Johann Friedrich v. Ahlefeldt, * 30.4.1725 auf Lindau, starb als Jagdjunker des Prinzen von Oranien.
- Anna Metta v. Ahlefeldt, * 5.9.1726 auf Lindau, † 6.2.1793 in Schleswig, ⚭ 30.4.1749 Johann Ludwig von Jügert, * 10.5.1725, † 29.1.1793, Geheimer Rat und Kanzler des Obergerichts; beide begr. im Dom zu Schleswig.